# Gomoljike
Gomoljíke ali tartúfi so užitne podzemne gobe iz rodu Tuber (gomoljika). Uspevajo marsikje, na Slovenskem pa najbolj slovijo tartufi iz Francije, Italije in Istre.

## Iskanje
Tartufi so nenavaden, skrivnosten gomolj, ki se skriva pod zemljo. Ker nimajo nadzemnih delov, jih človek sam ne more najti. Lahko pa jih zavoha posebej izurjen pes ali svinja, ki po zaslugi svojega ostrega vonja nabiralcem pokažejo skrita mesta, kjer bi se utegnili skrivati tartufi. Nabiralci tartufov poznajo številne znake, ki jih vodijo do mesta, kjer bi utegnili biti tartufi. Navadno jih iščejo v bližini posameznih debel in na obronkih, dobra lokacija pa je navadno najstrožje varovana družinska skrivnost. V Sloveniji je nabiranje tartufov prepovedano, kljub temu pa jih poznavalci ("tartufosledniki") vsako leto naberejo od 100 do 200 kilogramov.

## Vrste
Znotraj vsake vrste tartufov obstajajo številne podvrste in vsaka od njih ima svoje lastnosti in jedi, za katere jo priporočajo. V Istri rasteta predvsem dve vrsti. V senci bolj priljubljenega belega brata rastejo črni tartufi, ki idealno dopolnjujejo bele.
Velikost belih tartufov seže od velikosti lešnika pa vse do majhne lubenice, povprečno pa so veliki za kokošje jajce. Dozorevati začnejo konec avgusta in zorijo vse do konca decembra. Rastejo do približno 600 metrov nadmorske višine, v simbiozi s trepetlikami, belimi in črnimi topoli, vrbami, hrasti, leskami, lipami in gabri. Za iskanje tartufov uporabljajo posebej dresirane pse, ki lahko zavohajo zrel tartuf tudi na razdalji 50 metrov in več. Črni tartuf raste že spomladi. V državah, kjer je nabiranje tartufov zakonito, se sezona začne 15. oktobra in traja približno do konca januarja.
Tartufe pripravljajo sveže, posušene, namočene v olivno olje ali zmlete in posušene. Pri pripravljanju jedi vedno uporabljajo zelo majhne količine tartufov, tako zaradi njihove intenzivne arome kot zaradi visokih cen, ki jih dosegajo, saj v gastronomiji to dragoceno začimbo postavljajo na najvišji prestol.